# Città del Brunei

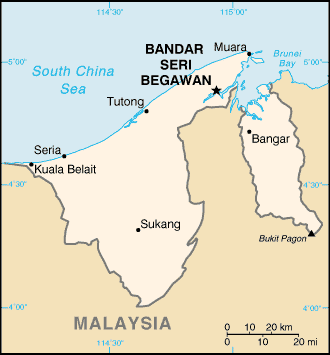
Mappa del Brunei

In Brunei ufficialmente non vi sono città; vi sono tre consigli municipali per quattro amministrazioni:
- Bandar Seri Begawan (Bandar Seri Begawan)
- Kuala Belait (Kuala Belait/Seria)
- Seria (Kuala Belait/Seria)
- Tutong (Tutong)

Altre località sono:
- Bangar
- Muara Town
- Sukang
- Panaga